# 北海道道1131号美唄停車場線
北海道道1131号美唄停車場線（ほっかいどうどう1131ごう びばいていしゃじょうせん）は、北海道美唄市を結ぶ一般道道（北海道道）である。

## 概要

### 路線データ
- 起点：北海道美唄市東1条南2丁目（JR北海道 函館本線 美唄駅）
- 終点：北海道美唄市大通東1条南2丁目（国道12号交点）
- 路線延長：70m（総延長）

## 歴史
- 1994年（平成6年）10月12日 - 路線認定[1]。

## 地理

### 通過する自治体
- 空知総合振興局
  - 美唄市

### 交差する道路
美唄市
- 国道12号 - 大通東1条南2丁目（終点）

### 沿線にある施設など
美唄市
- JR北海道 函館本線 美唄駅 - 東1条南2丁目3-1
- 美唄警察署駅前交番 - 東1条南2丁目3-2